# Перушич

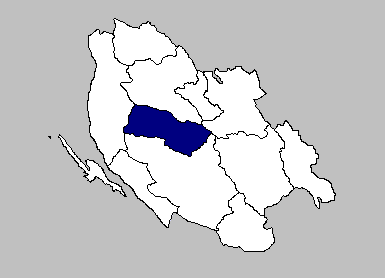
Положення громади Перушич у межах Ліцько-Сенської жупанії

Перушич (хорв. Perušić, серб. Перушић) — містечко в центральній Хорватії, на території Ліцько-Сенської жупанії, в історичній області Ліка, а також однойменна громада, населення якої за переписом 2011 становило 2638 жителів. Саме ж містечко налічує 852 особи (2011 рік).

## Географія
Містечко Перушич лежить у південно-східній частині Ліки на висоті 575—600 метрів, у долині річки Ліка, у полі, обмежованому пагорбами на захід від Кліса та залізничною віткою на схід від Старого міста Перушича (хорв. Stari grad Perušića), званого також «Городище» (хорв. Gradina).
Перушич сполучений з основними автошляхами, включаючи дорогу державного значення D50 (з Оточаця до Госпича) та автостраду Загреб—Спліт. Головна залізнична лінія MP11 зі щоденним пасажирським і вантажним сполученням також з'єднує містечко із Загребом і Сплітом.

## Історія

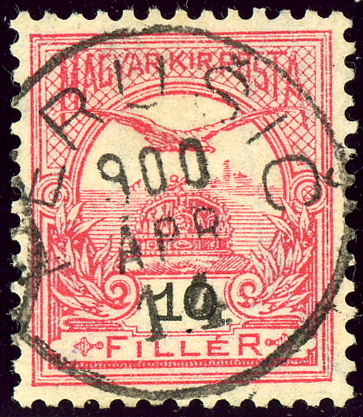
Марка Королівства Угорщина, погашена у Перушичі 1900 року

Місцевість населена з первісних часів. На дорозі до Оточаця було знайдено артефакти кам'яної доби, ще більше знахідок походять із бронзової доби, включаючи серйозні пам'ятники з VIII або IX ст. до н. е. У лісі Беговача знаходиться давньоримський моноліт, на якому викарбувано вирок у спорі за воду між іллірійськими племенами.
Перушич набув рис повноцінного поселення у XVI столітті, коли опинився на рубежі між Османською імперією та європейськими державами. Заснований Домініком і Гашпаром Перушичами.
Коли у Столітній хорватсько-османській війні турки завоювали Ліку і Крбаву (близько 1527), укріплення Перушич стало основним опорним пунктом турецької Ліки. Це порубіжжя між трьома імперіями: Габсбурзькою монархією, включаючи залишки Хорватсько-угорської імперії, Венеційською республікою та Османською імперією — стало місцем ведення постійних воєн. Визволення від турецької влади в Ліці почалося в 1685 році.
Згодом Перушич опинився під владою Австрійської монархії у Хорватському військовому порубіжжі, а після Австро-угорського компромісу 1867 і до 1918 року належав до Ліцько-Крбавської жупанії Королівства Хорватія і Славонія.
У Другу світову війну входив до складу великої жупи Ліка-Гацька як центр однойменного району.
Під час хорватської війни за незалежність (1991—1995) Перушич був біля лінії фронту. Містечко не почувалося у безпеці навіть після стабілізації на полях боїв і міжнародного визнання Хорватії як частини Європейського співтовариства. На додачу до артилерійських обстрілів Сербія 19 січня 1992 р. здійснила піхотну атаку, яку силами хорватськими військ було відбито.

## Населення
Населення громади за даними перепису 2011 року становило 2 638 осіб, 1 з яких назвали рідною українську мову. Населення самого поселення становило 852 осіб.
Динаміка чисельності населення громади:
Динаміка чисельності населення центру громади:

## Муніципалітет
Громада Перушич — одна з найбідніших у Хорватії, населення якої скорочується. Основні види господарської діяльності — землеробство та інші галузі сільського господарства. Невеличкі поселення муніципалітету збудовано на схилах пагорбів через часті затоплення.
Крім поселення Перушич, до громади також входять:
- Баковаць-Косинський
- Буковаць-Перушицький
- Доній Косинь
- Горній Косинь
- Калуджероваць
- Кленоваць
- Консько Брдо
- Коса-Яняцька
- Крш
- Кварте
- Липово Полє
- Мало Полє
- Мезиноваць
- Млаква
- Прван-Село
- Село Светий Марко
- Студенці

## Клімат
Середня річна температура становить 8,21°C, середня максимальна – 21,66°C, а середня мінімальна – -5,94°C. Середня річна кількість опадів – 1274,00 мм.
| Клімат поселення                              | Клімат поселення | Клімат поселення | Клімат поселення | Клімат поселення | Клімат поселення | Клімат поселення | Клімат поселення | Клімат поселення | Клімат поселення | Клімат поселення | Клімат поселення | Клімат поселення | Клімат поселення |
| Показник                                      | Січ.             | Лют.             | Бер.             | Квіт.            | Трав.            | Черв.            | Лип.             | Серп.            | Вер.             | Жовт.            | Лист.            | Груд.            |                  |
| Середній максимум, °C                         | 4,82             | 5,82             | 8,57             | 12,40            | 17,18            | 20,65            | 21,66            | 21,26            | 17,56            | 13,24            | 8,10             | 4,67             |                  |
| Середня температура, °C                       | −0,56            | 0,43             | 3,18             | 7,02             | 11,81            | 15,28            | 17,48            | 17,05            | 13,37            | 9,04             | 3,91             | 0,48             |                  |
| Середній мінімум, °C                          | −5,94            | −4,94            | −2,19            | 1,64             | 6,43             | 9,90             | 13,28            | 12,87            | 9,17             | 4,85             | −0,28            | −3,72            |                  |
| Норма опадів, мм                              | 96               | 94               | 95               | 101              | 90               | 90               | 55               | 78               | 128              | 148              | 166              | 133              |                  |
| Середньомісячна швидкість вітру, м/с          | 2.84             | 2.94             | 3.11             | 2.94             | 2.70             | 2.49             | 2.44             | 2.38             | 2.54             | 2.74             | 3.12             | 3.13             |                  |
| Середньомісячна сонячна радіація, кДж/м²·день | 4566             | 7267             | 10680            | 15233            | 19364            | 21195            | 23090            | 19750            | 14545            | 9323             | 4939             | 3808             |                  |
| --------------------------------------------- | ---------------- | ---------------- | ---------------- | ---------------- | ---------------- | ---------------- | ---------------- | ---------------- | ---------------- | ---------------- | ---------------- | ---------------- | ---------------- |
| Джерело:                                      |                  |                  |                  |                  |                  |                  |                  |                  |                  |                  |                  |                  |                  |